# FC Rubin-2 Kazán
El FC Rubin-2 Kazán (del ruso: ФК «Рубин-2» Казань) es un club de fútbol ruso de la ciudad de Kazán, fundado en 1997 como el equipo filial del FC Rubin Kazán. El club disputa sus partidos como local en el estadio Rubin y juega en la Segunda División de Rusia.

## Historia
En 2003 ganó el concurso amateur de fútbol entre clubes de MFS Volga, y luego obtuvo el estatus de club de fútbol profesional y el derecho a competir en la Segunda División de Rusia, en la zona "Ural-Volga". A pesar de la ajetreada temporada pasada en 2007, acabaron en 14º y descendió a la liga amateur. En el pasado, el entrenador del club fue un legendario jugador del primer equipo del Rubin, Rustem Khuzin. En 2010, un equipo dirigido por Oleg Stogov, un ex mediocampista del FC Rotor Volgogrado, que situó en segundo lugar al equipo en el campeonato. En 2010, el club volvió a la Segunda División, a la zona de "Ural-Volga".
En 2011, el club fue completamente renovado y ampliado con alumnos de la Escuela de Deportes para la Infancia y la Juventud, básicamente con jugadores nacidos en 1993.

## Jugadores
Actualizado el 3 de agosto de 2005, según RFS.